# Sfinks (Ostrusza)
Sfinks – skała we wsi Ostrusza w województwie małopolskim, w powiecie tarnowskim, w gminie Ciężkowice, pod względem geograficznym na Pogórzu Ciężkowickim.
Sfinks zbudowany jest z dwóch ławic piaskowców gruboziarnistych i zlepieńców, oddzielonych nierówną płaszczyzną. Składa się z czterech skalnych bloków o zaokrąglonych wskutek wietrzenia krawędziach. Ma wysokość 5 m i znajduje się na wysokości 360 m n.p.m. w lesie po zachodniej stronie drogi z Ciężkowic przez Ostruszę do Staszkówki. W nazewnictwie wspinaczy skalnych jest to Rajski Grzbiet. Do skały dojść można z Ciężkowic ulicą Polną, następnie nieznakowaną ścieżką w górę. Jest trudna do odszukania.
Na Sfinksie uprawiana jest wspinaczka skalna (hajbole). Są 3 drogi wspinaczkowe o trudności V w skali polskiej. Najlepsza pora do wspinaczki to jesień.
1. Lewa strona; V
2. Środek z trawersem; V
3. Bez nazwy[1].

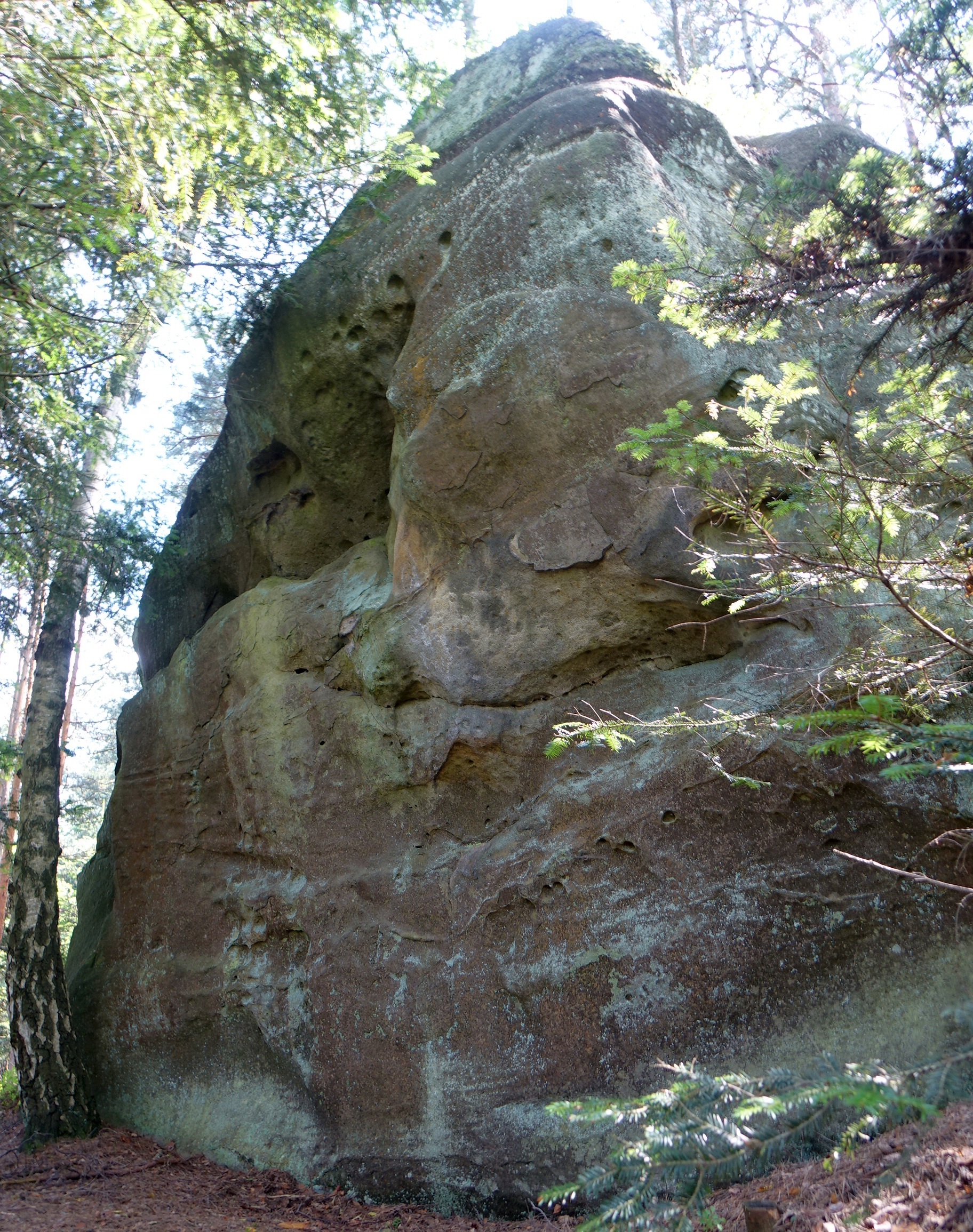
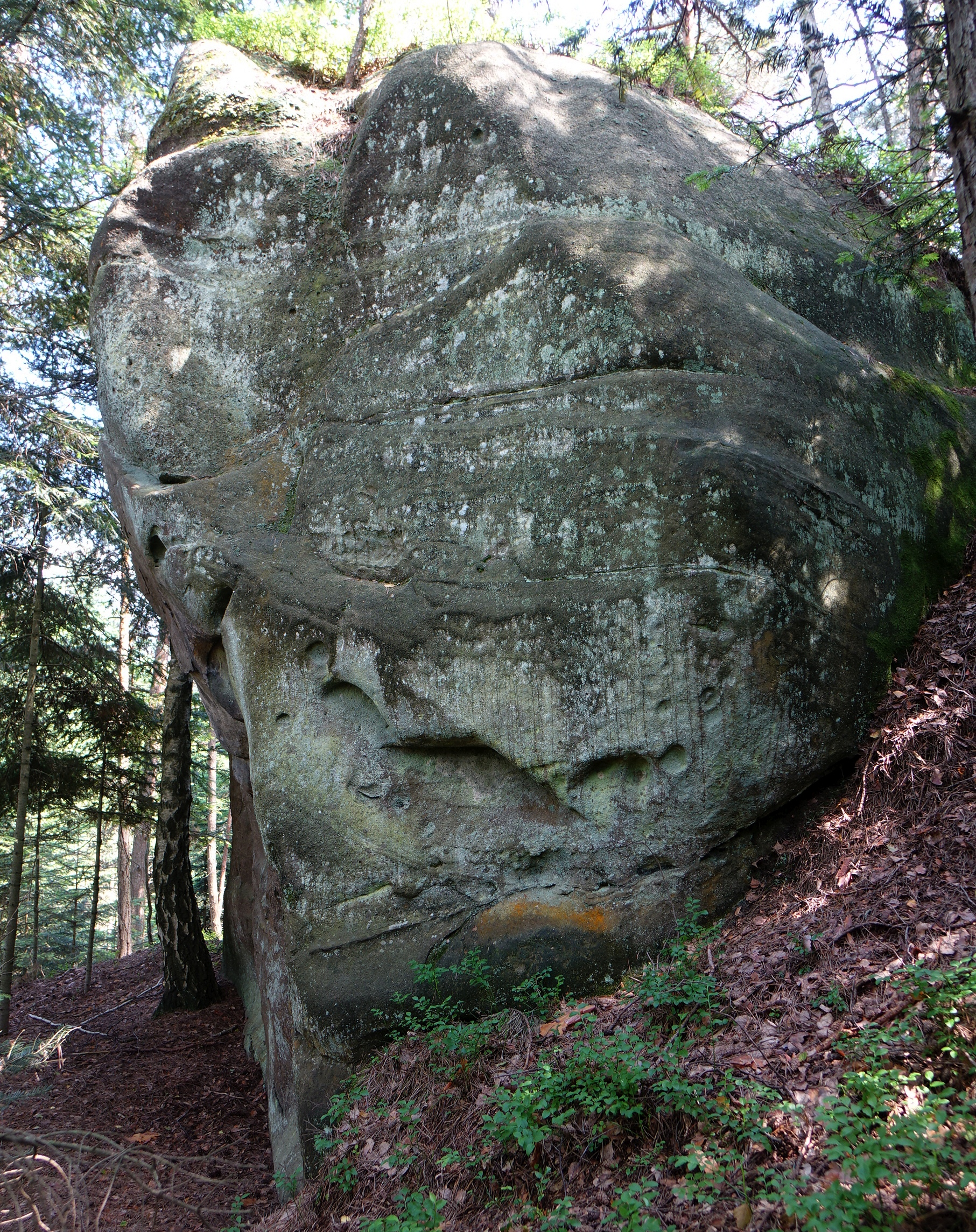
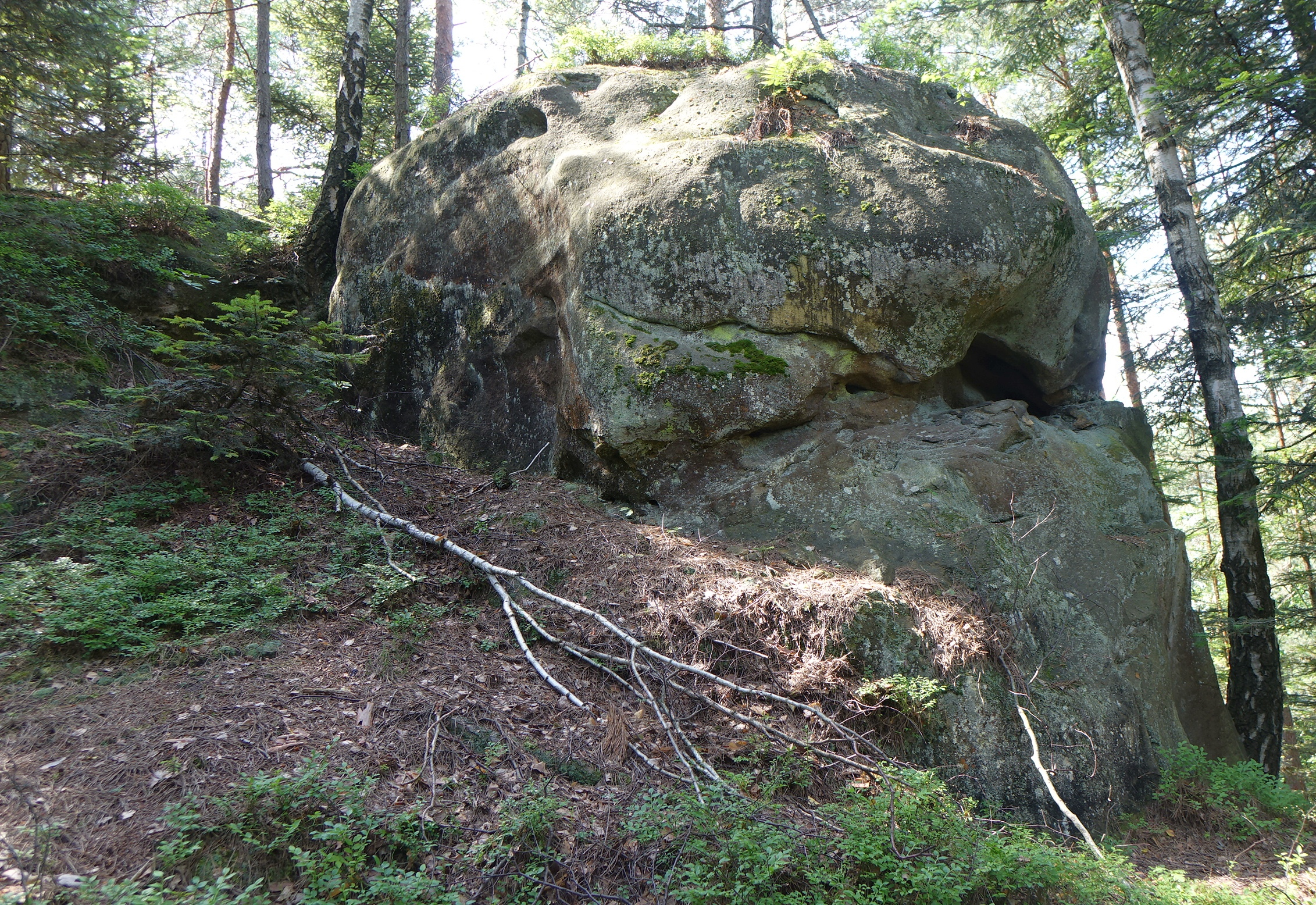
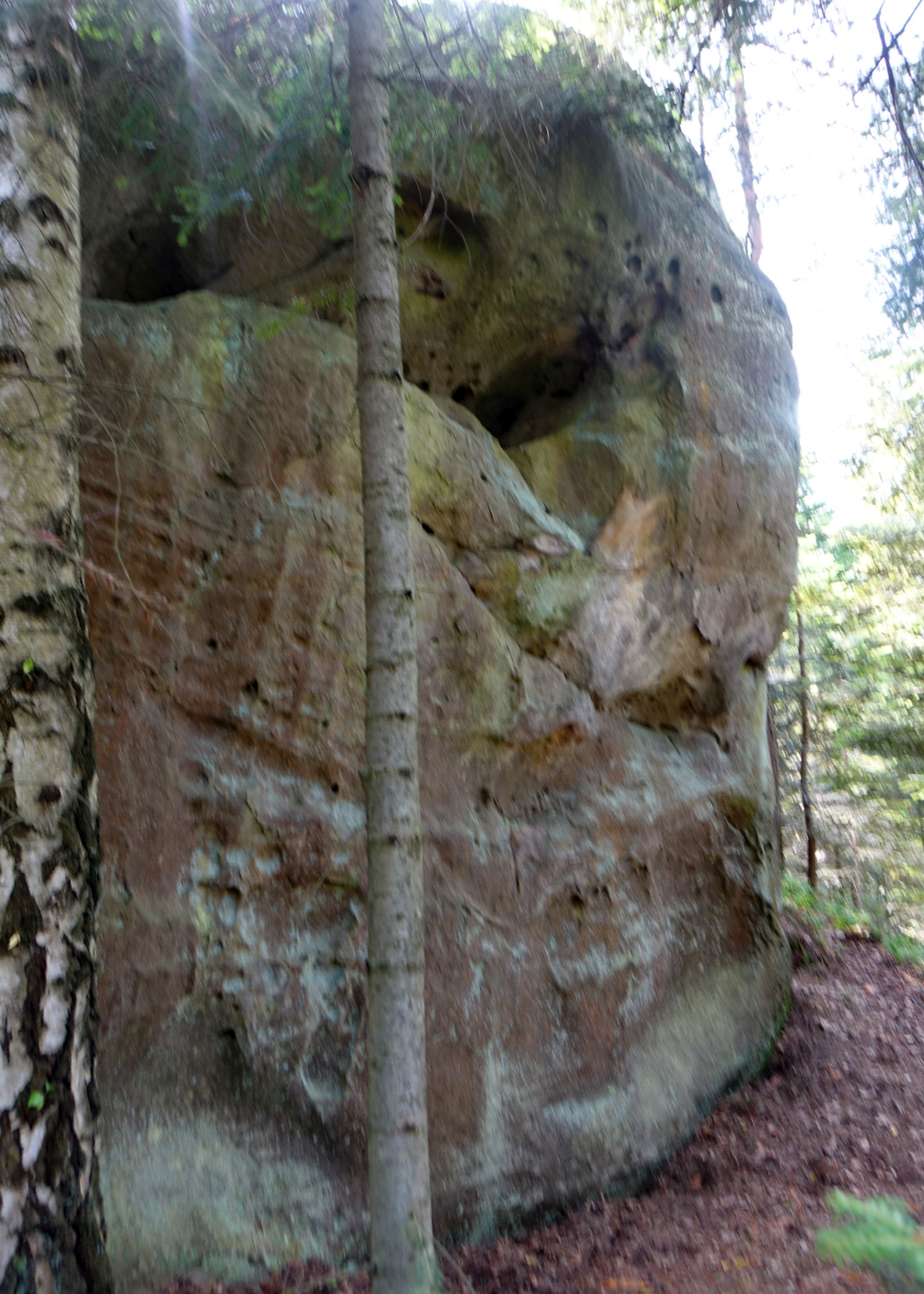
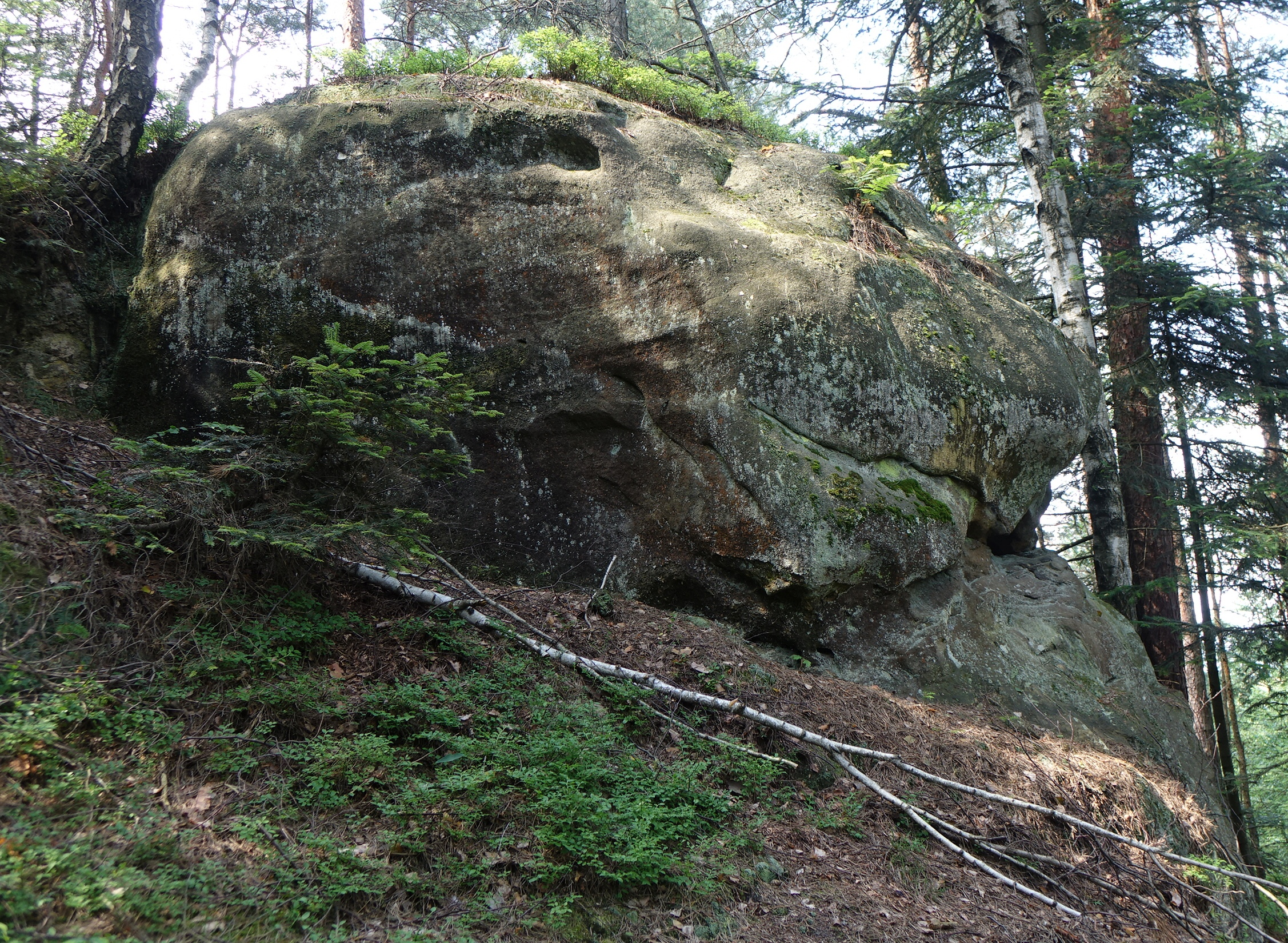

W Sfinksie znajduje się Schronisko w Ostruszy Trzecie, 20 m poniżej Sfinksa jest skała Pagoda, a 50 m powyżej skała Zadni Mur.